# Gabriel van Melitene
Gabriel van Melitene (Armeens: Ghavril Malatyatsi, (1055 - 1103) was heerser van de stad Melitene in Oost-Anatolië (het hedendaagse Malatya, Turkije). 
Gabriel was officier onder Philaretos Brachamios, en werd in Melitene geplaatst als commandant. Na het overlijden van Philaretos bleef de stad onafhankelijk en buiten de controle van het Byzantijnse Rijk, met een kleine medewerking van de Danishmenden. Maar de Danishmenden dreigden na verloop van tijd de stad in te nemen, waarop Gabriel de hulp inriep van de kruisvaarders in Antiochië. Daarop reageerde Bohemund I van Antiochië, die een klein leger formeerde en naar Melitene trok, maar de Slag van Melitene verliep desastreus en Bohemund werd gevangengenomen samen met zijn adjudant Richard van Salerno. Gabriel vroeg toen de hulp van Boudewijn van Boulogne, graaf van Edessa, maar was aanvankelijk bang dat deze ook de stad in zou nemen zoals hij deed bij zijn collega Thoros van Edessa. Boudewijn wist het beleg van de stad te verijdelen en Bohemund I vrij te kopen, waarna Gabriel hem erkende als zijn heerser.
Gabriel huwde met een onbekende dochter van Constantijn I van Armenië, met wie hij drie dochters kreeg. Een van zijn dochters, genaamd Morphia, huwde met Boudewijn van Bourcq, graaf van Edessa, hij gaf daarbij een bruidsschat weg van 50.000 bezant.